# 손자산경

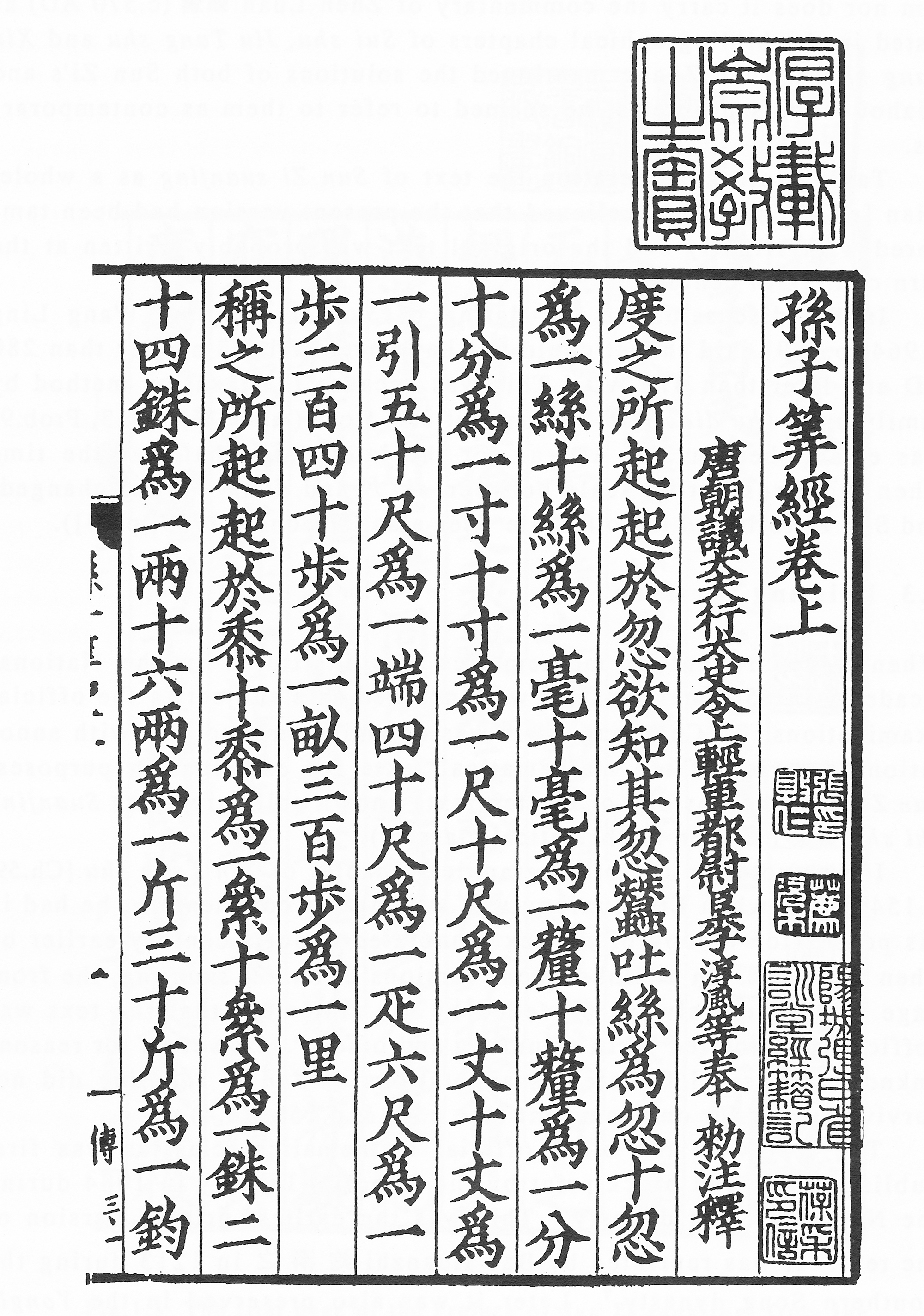
청나라 때 출판된 《손자산경》 사본

《손자산경》(중국어 간체자: 孙子算经, 정체자: 孫子算經, 병음: Sūnzǐ Suànjīng 쑨쯔쏸징[*])은 기원후 5세기 경 중국에서 집필된 수학서이다.

## 저자
"손자"(중국어 간체자: 孙子, 정체자: 孫子, 병음: Sūnzǐ 쑨쯔[*])라는 인물이 집필했다고 알려져 있는데, 이 사람에 대해서는 《손자산경》 자체 밖에 아무런 자료가 없다.
청나라 때까지는 이 인물이 《손자병법》을 집필한 손무와 동일 인물이라고 여겨졌으나, 청나라의 완원(중국어: 阮元, 병음: Ruǎn Yuán 롼위안[*], 1764~1849)이 《손자산경》은 《손자병법》보다 훨씬 후대에 집필되었다는 증거를 제시하였다.

## 연도
《손자산경》은 기원후 3세기에서 5세기 사이(삼국 시대~남북조 시대)에 집필되었다고 추정된다. 예를 들어, 하권(下卷) 33번 문제에서는 "장안에서 낙양까지의 거리가 900리"(중국어: 今有長安、洛陽相去九百里)라고 언급돼 있으므로, 이 책은 "장안"이라는 이름이 최초로 사용되었던 한나라(기원전 206년~기원후 220년) 이후에 집필된 것을 알 수 있다. 또한, 하권(下卷) 3번 문제에서는 다음과 같이 바둑이 등장한다.
| “ | 19×19 바둑판이 있다. 문제: 총 몇 칸인가? 해답: 361. 今有棋局，方一十九道。問：用棋幾何？答曰：三百六十一。 | ” |
|   | — 《손자산경》 하권 33번 문제                                                                              |   |

바둑은 기원후 3세기 중반에 최초로 등장하므로, 이 책이 그 이후에 집필된 것을 알 수 있다.
반면, 《손자산경》은 《수서》(636년 집필)에 언급되므로, 이 이전에 집필되었음을 알 수 있다. 또한, 《손자산경》 하권 21번 문제는 다음과 같다.
| “ | 비단 1필(匹)의 가격이 18000전(錢)이다. 문제: 각 장(丈, 0.25필) · 척(尺, 0.1장) · 치(寸, 0.1척)의 값이 얼마인가? 해답: 한 장은 4500전이며, 한 척은 450전이며, 한 치는 45전이다. 今有錦一匹，直錢一萬八千。問：丈、尺、寸各直幾何？答曰：丈四千五百錢，尺四百五十錢，寸四十五錢。 | ” |
|   | — 《손자산경》 하권 21번 문제 |   |

여기서 필·장·척·치로 구성된 도량형은 474년에 수정되기 전의 것이다. (474년에는 척과 치 사이의 단위가 추가되었다.) 따라서, 《손자산경》이 그 이전에 집필되었음을 알 수 있다.

## 내용
《손자산경》은 상권(上卷) · 중권(中卷) · 하권(下卷)으로 구성된다.
- 상권은 문제로 구성되어 있지 않으며, 길이·무게·부피의 도량형 및 산가지의 사용법을 다룬다. 산가지는 이미 《구장산술》이나 《산수서》(筭數書) 등에 등장하지만, 이를 다루는 자세한 방법은 《손자산경》이 최초이다.
- 중권은 총 28문제이며, 산가지를 통한 분수의 사칙 연산의 계산법 및 제곱근의 계산법을 다룬다.
- 하권은 총 36문제이며, 다양한 정수론적 문제를 다룬다.
  - 하권 26번 문제의 풀이에서는 중국인의 나머지 정리를 사용하여 합동식을 풀며, 이는 역사적으로 중국인의 나머지 정리가 최초로 사용된 문헌이다.
  - 하권 31번 문제는 유명한 "꿩과 토끼 문제"이다. 이는 다음과 같다.

| “ | 꿩과 토끼가 같은 우리에 들어 있다. 위에는 35개의 대가리가 있고, 밑에는 94개의 발이 있다. 문제: 꿩과 토끼는 각각 몇 마리인가? 해답: 꿩은 23마리, 토끼는 12마리. 今有雉、兔同籠，上有三十五頭，下有九十四足。問：雉、兔各幾何？答曰：雉二十三，兔一十二。 | ” |